# Indianapolis pista infernale
Indianapolis pista infernale (Winning) è un film del 1969 diretto da James Goldstone.
La storia è incentrata sulla gara automobilistica più nota degli Stati Uniti, la 500 Miglia di Indianapolis; compaiono diversi piloti e uomini che lavoravano nel settore all'epoca, e lo stesso Newman fu istruito da due piloti; fu durante la lavorazione che l'attore iniziò ad appassionarsi alla corsa tanto da diventare corridore egli stesso in seguito; la pellicola utilizza filmati d'epoca.

## Trama
Frank Capua è un corridore automobilistico che aspira a vincere la prestigiosa 500 Miglia di Indianapolis; tra i suoi avversari ci sono molti piloti in gamba, ma uno in particolare è suo acerrimo rivale, Luther Erding; un giorno, Frank incontra casualmente Elora, una madre single divorziata, e tra i due scatta la passione per una notte; comunque decidono di sposarsi e Charley, il figlio adolescente di Elora, si affeziona molto a Frank che lo porta con sé ai box per osservare la preparazione dell'auto. Tuttavia, la dedizione di Frank alla corsa lo allontana da Elora, che finisce per consolarsi proprio con Luther; una sera Frank li sorprende a letto insieme e se ne va furioso; la rabbia che ha dentro viene canalizzata nella gara, e Frank sviluppa una guida più aggressiva; nonostante la separazione, Charley viene ancora a trovarlo e Frank gli è ancora affezionato.
Il giorno della gara, Frank corre e vince mentre Elora e Charley assistono tra il pubblico; in seguito, Frank partecipa alla festa per il vincitore ma mostra indifferenza per tutte le belle donne che gli si avvicinano; ha invece un incontro/scontro con Luther, venuto a chiedergli scusa, che Frank colpisce con un pugno; dopo si imbatte in Elora e le dice che la ama ancora e vorrebbe riprovarci; entrambi però sono titubanti; il film si chiude con un fermo immagine dei due l'uno di fronte all'altra, senza dire quale sia la decisione della coppia.

## Distribuzione
Il film ebbe la sua prima a New York il 22 maggio 1969; venne distribuito nelle sale statunitensi dalla Universal Pictures a partire dal giorno successivo.
In Italia venne distribuito dal 24 settembre 1969.